# Brad Fiedel
Brad Fiedel, född 10 mars 1951 i New York, New York, är en amerikansk filmmusikkompositör. 
Hans mest kända verk är filmmotivet till The Terminator från 1984 och dess uppföljare Terminator 2 - Domedagen från 1991, båda regisserade av James Cameron. Andra filmer Fiedel gjort filmmusik till är bland annat True Lies (även den regisserad av Cameron), Blue Steel och Johnny Mnemonic.
Filmmusiken till The Terminator har en tydlig 1980-talskänsla gjord med enbart analoga syntar. Musiken anses därmed passa bra till filmens blandning av 1980-talsestetik och futuristisk dystopi. Ledmotivet spelas i en sällsynt 13/6-takt medan det i Terminator 2: Domedagen, spelas i 12/8-takt.

## Filmografi
- 1984 – Dödsängeln – Terminator
- 1985 – Mördarens sista vittne (TV-film)
- 1985 – Skräcknatten
- 1985 – Tre nördar i Palm Springs
- 1987 – I skydd av mörkret (TV-film)
- 1991 – Terminator 2 – Domedagen
- 1992 – Ärligt talat
- 1993 – Striking Distance
- 1994 – True Lies
- 1995 – Johnny Mnemonic
- 1998 – Anklagad